# Suguru Itō
Suguru Itō (jap. 伊藤 卓, Itō Suguru; * 7. September 1975 in Akita) ist ein ehemaliger japanischer Fußballspieler.

## Nationalmannschaft
Mit der japanischen Nationalmannschaft qualifizierte er sich für die Junioren-Fußballweltmeisterschaft 1995.

## Erfolge
Nagoya Grampus Eight
- Kaiserpokal: 1999